# Comedia Theater

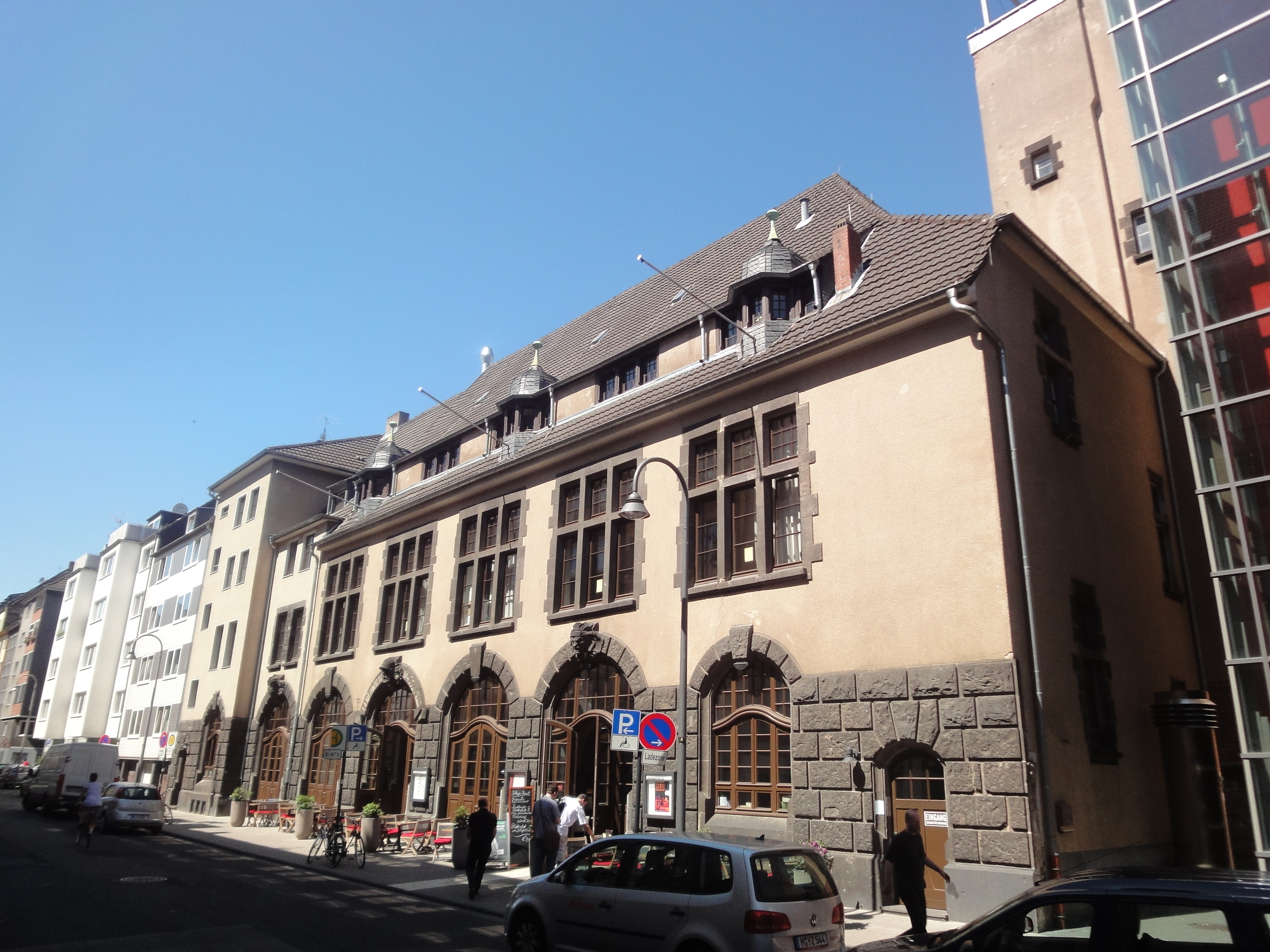
Comedia Theater in der ehemaligen Feuerwache in der Vondelstraße, 2012

Das COMEDIA Theater ist ein freies Kinder- und Jugendtheater mit Sitz in der Kölner Südstadt. Das Theater wurde 1974 unter dem Namen „Ömmes & Oimel“ in Würzburg gegründet und ist seit 1977 in Köln ansässig.

## Geschichte
Mit dem Umzug in das neue Kinderkulturhaus im August 2009 hat sich das Team von dem Namen der Gründungstruppe getrennt. Aus dem Kinder- und Jugendtheater „Ömmes und Oimel“, mit Spielstätte seit 1982 im „Comedia Colonia“, einem ehemaligen Supermarkt in der Kölner Löwengasse, sind nach dem Umzug in die Vondelstraße die Bereiche „Comedia Kindertheater“ und „Comedia Junges Theater“ geworden. Seit der Spielzeit 2009/2010 führt es unter dem neuen Namen „COMEDIA Theater“ die Arbeit im Kinderkulturhaus in der ehemaligen Feuerwache in der Vondelstraße fort. Mit einem Förderzuschuss von Stadt und Land entwickelt sich das „COMEDIA Theater“ mit neuem Konzept seit der Spielzeit 2020/2021 zum „Zentrum der Kultur für Junges Publikum Köln und NRW“.
Betrieben wird es von der „Comedia Colonia Theater gGmbH“.
Das Theater vereint in seinem Konzept drei sich ergänzende Programmbereiche unter einem Dach:
- Theater für Junges Publikum
- Satire plus
- Theater Labor

In zwei Theatersälen werden neben Eigenproduktionen in den Bereichen Kinder- und Jugendtheater und Gastspielen aus Kabarett und Comedy auch Theater, Tanz, Lesungen und Konzerte für junges wie für erwachsenes Publikum präsentiert.

## Theater für Junges Publikum
Das Repertoire des Theaters für ein Junges Publikum enthält sowohl Bearbeitungen bekannter Stoffe und klassischer Kinder- und Jugendliteratur als auch zeitgenössische Autorenstücke und Ensembleproduktionen. Es werden unter anderem Theaterfassungen von Bilderbüchern wie Monsta und mutig, mutig, moderne Versionen von Kinderbuchklassikern wie Emil und die Detektive und Stücke europäischer Schriftsteller wie Ein Hauch von Winterwetter von Charles Way gezeigt. Das Kinder- und Jugend-Repertoire umfasst 17 Stücke für alle Altersgruppen (Stand 2020). Pro Spielzeit entstehen sieben bis acht neue Inszenierungen. Die Stücke des Repertoires werden im Vor- und Nachmittagsprogramm gezeigt. Ein dazugehöriges theaterpädagogisches Rahmenprogramm ist immer Bestandteil des Spielplans.
Die Stücke für Jugendliche ab 10, beschäftigen sich mit der Lebensrealität des jungen Publikums. Bearbeitungen literarischer Klassiker wie Die Nibelungen finden sich auch hier im Repertoire. Diese Stücke sind in Vormittagsvorstellungen, aber auch im regulären Abendspielplan des Comedia Theaters zu sehen.
Ergänzt wird das bis dato auf Schauspiel ausgerichtete Repertoire seit der Spielzeit 20/21 durch Koproduktionen in den Bereichen Musik- und Tanztheater für ein Junges Publikum sowie durch jährlich stattfindende Tanz-Eigenproduktionen. Zudem bereichert jedes Jahr eine Koproduktion mit einem internationalen Theaterhaus, oder -Gruppe die Formensprache und Ästhetik im Spielplan.

## Theater*Labor
Das Theater*Labor (früher Theaterwerkstatt) bietet seit 1988 ein kontinuierlich wachsendes Programm und nutzt für seine Aktivitäten vor allem die Probenräume des Gebäudes. Das Ziel des Theater*Labors ist es, Begegnungen zwischen Publikum und Theaterschaffenden, Spiel und Kunst, Kindern und Erwachsenen, Schule und Theater zu ermöglichen. Zu der Arbeit des Theater*Labors gehört zudem, Probenprozesse aktueller Inszenierungen transparent zu machen. Die künstlerischen Teams werden hier mit einbezogen.
Die Theaterpädagoginnen sowie weitere Dozenten aus den Bereichen Schauspiel, Tanz und Regie bieten unterschiedliche KOLLEKTIVE* für Kinder und Jugendliche an. Auch generationenübergreifende Theater-Performance-Projekte stehen jedes Jahr auf dem Programm.
Für Schulen, Berufskollegs und andere kulturelle Institutionen gibt es weitere Aus- und Fortbildungsangebote: als „Premierenklasse“ eine Produktion bis zur Premiere begleiten und Ehrengast sein, der „Einblick“ für Besuch einer Hauptprobe mit Multiplikatoren, Kurzworkshops, Nachgespräche nach den Vorstellungen sowie Theaterführungen.

## Theatertreffen und Festivals
In den Jahren 2011, 2018 und 2021 war das Theater Ausrichter des Kinder- und Jugendtheatertreffens „Westwind“. Im Herbst ist regelmäßig das Festival „Spielarten“ zu Gast. Zudem ist seit der Spielzeit 2020/21 das partizipative Festival „BOHEI – das Festival“ fester Bestandteil des Spielplans.

## Satire plus
Die beiden Theatersäle ermöglichen neben den Bereichen Kinder- und Jugendtheater die gesamte Woche über einen umfangreichen Abendspielplan, der seit über 25 Jahren aus Kabarett, Musik und Theater für Erwachsene besteht. Sowohl bekannte Stars der Kabarettszene als auch Newcomer sind im Theater zu Gast.

## Ehemalige Feuerwache IV Köln-Süd

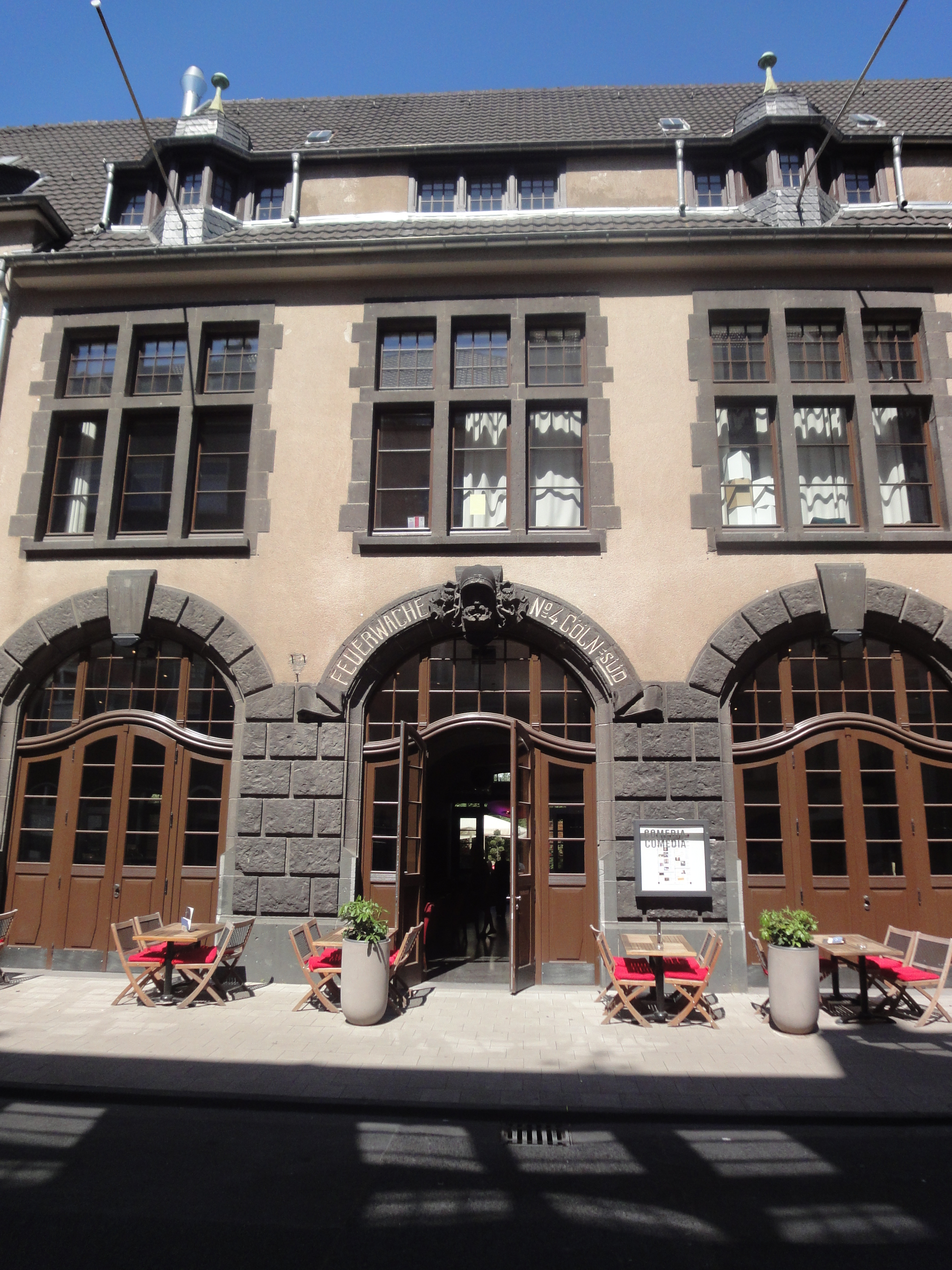
Wagenhalle

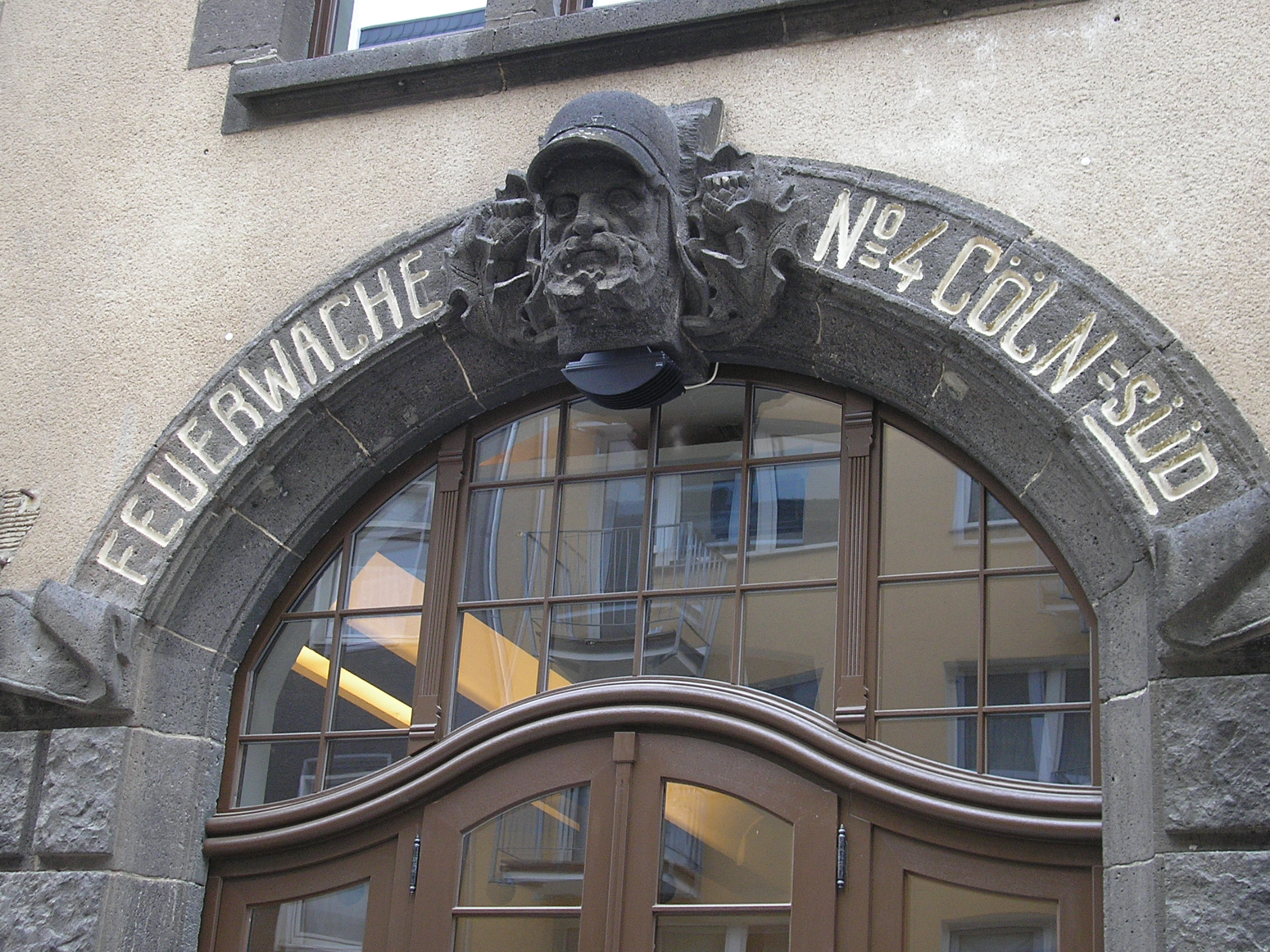
Feuerwache IV Köln-Süd

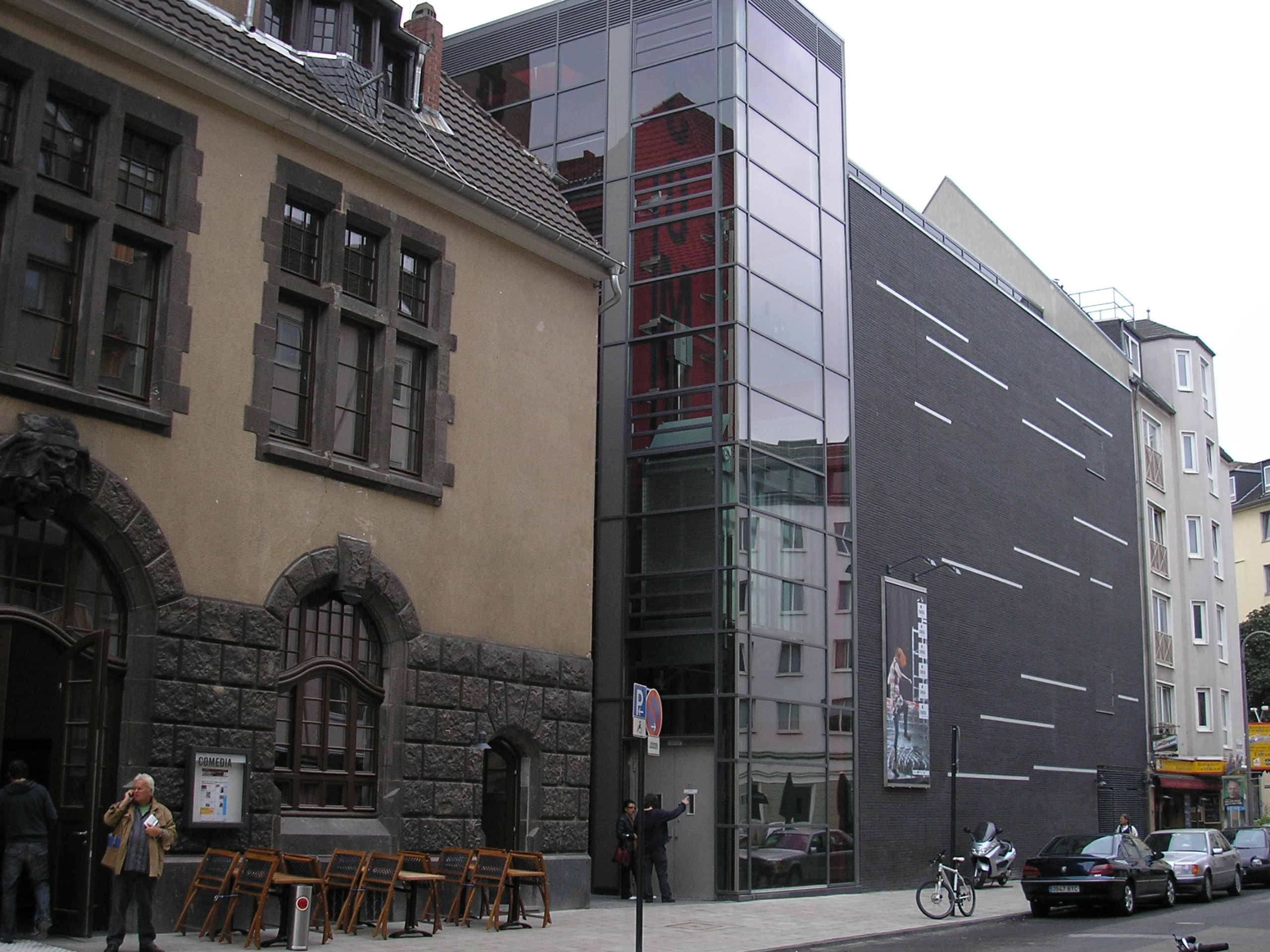
Wagenhalle und anschließender Neubau Comedia Theater

Spielort des Theaters ist die ehemalige Feuerwache IV Köln-Süd in der Vondelstraße und ein daran anschließender Neubau.

### Bau der Feuerwache 1904
Die südliche Neustadt von Köln wurde um 1900 immer dichter bebaut und benötigte eine Feuerwache. Die Hauptfeuerwache entstand 1890–94 am Sudermanplatz im Agnesviertel und wird heute als „Bürgerzentrum Alte Feuerwache“ genutzt.
1904 entstand in der Vondelstraße das vom städtischen Baumeister Johannes Kleefisch im späthistoristischen Stil erbaute Bauensemble mit einer Wagenhalle, einem Schlauchturm und einem anliegenden Bürogebäude mit Dienstwohnungen. Es war die vierte Feuerwache in Köln, daher die Inschrift:  Feuerwache No. IV Cöln-Süd über dem mittleren der fünf Wagentore.
Die Wagenhalle hat eine Putzfassade mit Werksteingliederung und umfasste fünf Stellplätze für Wagen im Erdgeschoss. Hinter den Wagen lagen die Ställe für die Pferde, die bis 1926 als Zugpferde im Einsatz waren. Eine Einfahrt an der Elsaßstraße ermöglichte den Gespannen die Zufahrt zur Wagenhalle von der Rückseite, so dass sie sich für den nächsten Einsatz in der richtigen Position befanden. Die Feuerwache verfügte aber von Beginn an auch über ein Dampfspritze.
Für die Feuerwehrleute gab es im Obergeschoss Aufenthalts- und Arbeitsräume, die über Rutschstangen mit der Wagenhalle verbunden waren. Im ausgebauten Dachgeschoss war eine Turnhalle. Der Dachstuhl mit dekorativ verzierten und bemalten Balken überstand den Bombenkrieg. Die fünf Tore für die Wagen haben Rundbögen aus Basaltlava aus der Eifel mit verzierten Schlusssteinen. Über den Toren befinden sich im Obergeschoss dreiteilige Kreuzstockfenster. Auf dem steilen Dach sind drei Dachgauben mit barocken Anklängen.

### Umbau zum Theater 2004
Die Feuerwache wurde von 1904 bis 2004 von der Kölner Feuerwehr genutzt. In der Folgezeit wurde ein Umbau der Remise sowie ein Neubau an Stelle des im Zweiten Weltkrieg zerstörten Verwaltungsgebäudes geplant. Das Gebäudeensemble sollte von einem Theater genutzt werden.
Der Architekt Bernd Oxen beabsichtigte die denkmalgeschützte Feuerwache und den Theaterneubau gleichwertig nebeneinanderzustellen. Die Fassade des alten Feuerwehrhauses wurde restauriert und das ganze Gebäude umgebaut. Die Wagenhalle wurde zu einem Restaurant umgebaut. Dort sind die ehemaligen Rutschstangen sowie grüne Fliesen an den Wänden erhalten. Das Obergeschoss enthält Probe- und Kursräume, Büros und zwei Künstlerappartements für Gastkünstler. Die historische Turnhalle im Dachgeschoss wurde originalgetreu restauriert und dient als Probebühne.
Der Trocken- und Steigerturm mit einer Höhe von 23,7 Metern wurde wieder aufgebaut. Der Architekt Oxen nennt den Turm keine historische Replik, sondern eine moderne Adaption des ehemaligen Trocken- und Steigerturms.
Der Neubau ist mit dem Altbau über den Schlauchturm verbunden. Der Neubau beherbergt zwei Theatersäle, den Roten Saal für rund 400 Zuschauer und den Grünen Saal für 180 Zuschauer. Hinterbühnen, Künstlergarderoben und Werkstätten befinden sich ebenfalls im Neubau.

### Nutzung als Theater und Restaurant seit 2009
September 2009 zog das Comedia Theater in das neue Theaterhaus in der Vondelstraße ein. Auf den beiden Bühnen finden rund 600 Veranstaltungen im Jahr statt, davon sind rund Hälfte an Kinder und Jugendliche gerichtet. Am Tag des offenen Denkmals ist die ehemalige Feuerwache der Öffentlichkeit zugänglich. Es werden Führungen mit Feuerwehr- und Theaterleuten veranstaltet.
Der Altbau beherbergt im Erdgeschoss nun ein Restaurant, die „Comedia Wagenhalle“ und einen Laden.